# Stazione di Ostiglia (1911)
La stazione di Ostiglia fu la prima stazione ferroviaria a servizio della città lombarda di Ostiglia; fu in esercizio dal 1911 al 2008.
Posta sul tracciato originario della linea Bologna-Verona, fu sostituita da un nuovo impianto posto su una variante di tracciato a doppio binario. Fra il 1934 e il 1965 fu capolinea della linea per Legnago e Treviso.

## Storia
La stazione venne aperta il 26 novembre 1911 insieme al ponte sul Po tra Ostiglia e Revere all'inaugurazione del breve tronco tra la cittadina mantovana e lo scalo di smistamento di Revere Scalo della ferrovia Bologna-Verona. Fino all'apertura del tronco per Nogara, avvenuta l'anno successivo, Ostiglia fu stazione di testa della lunga linea, completata solamente nel 1924.
Fra il 1934 e il 1965 fu stazione capotronco della linea ferroviaria per Treviso.
Con la costruzione del raddoppio di binario della ferrovia e la conseguente decisione di operare per una variante di tracciato, si rese necessaria la chiusura della stazione, sostituita da un nuovo impianto posto alcune centinaia di metri più a nord attivato il 14 dicembre 2008, contestualmente al nuovo ponte ferroviario sul Po.

## Strutture e impianti

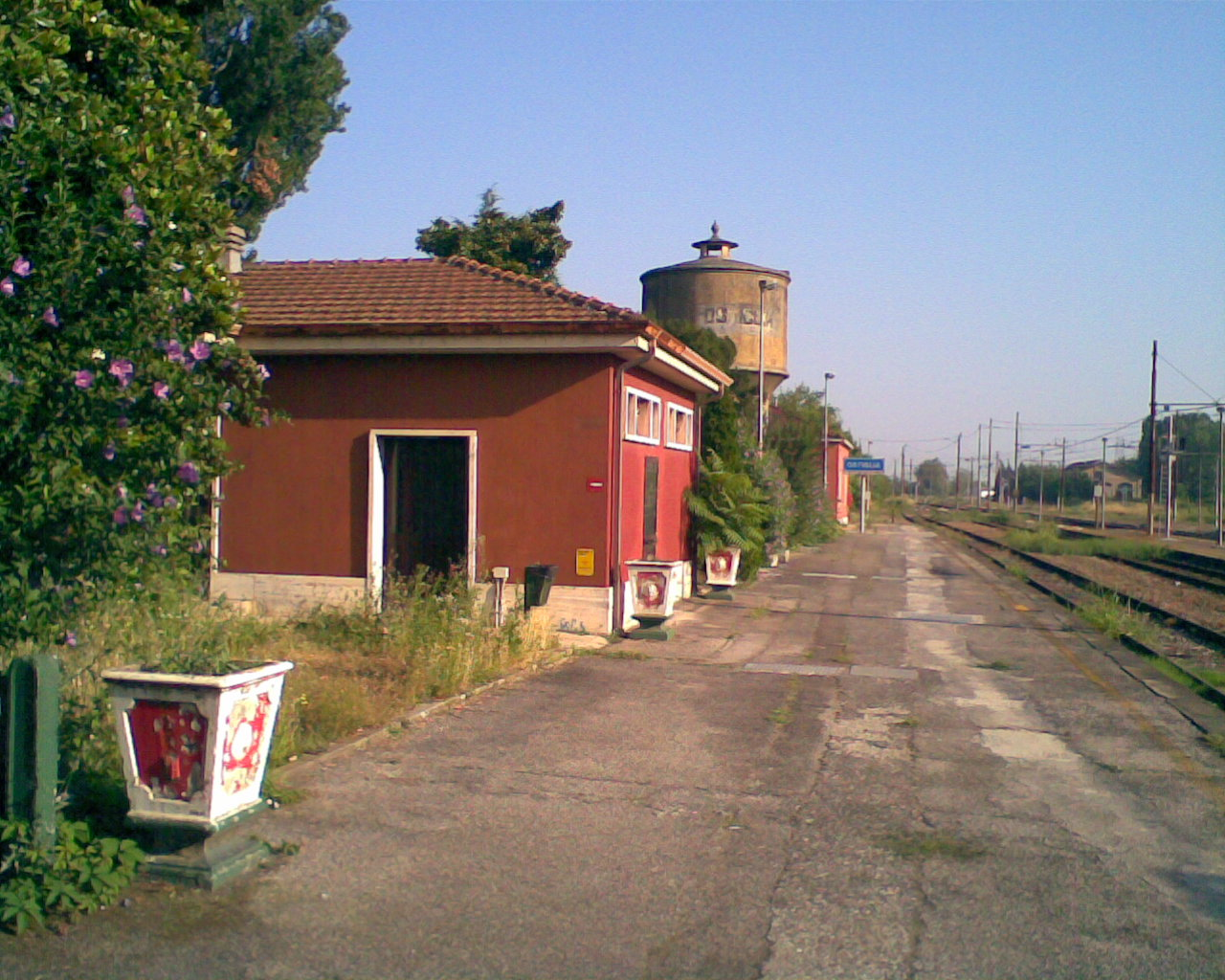
Magazzino e torre del rifornitore presso la vecchia stazione

La stazione era posizionata alla progressiva chilometrica 69+794 della linea Bologna-Verona, e fungeva da stazione capotronco fra il compartimento di Verona e quello di Bologna. Era dotata di un fabbricato viaggiatori, di un magazzino, di una rimessa dotata di piattaforma girevole e di una torre del rifornitore.

## Interscambi
Fra il 1886 e il 1933 presso la stazione sorgeva il capolinea meridionale della tranvia Brescia-Mantova-Ostiglia.